# 格赖斯托普市镇
格赖斯托普市镇（瑞典語：Grästorps kommun）是瑞典西部西约塔兰省的一个市镇。其治所位于格赖斯托普。